# Relaciones Andorra-Uruguay
Las relaciones Andorra-Uruguay son las relaciones diplomáticas entre el Principado de Andorra y la República Oriental del Uruguay. Ambas naciones son miembros de las Naciones Unidas y de la Organización de Estados Iberoamericanos.

## Historia
Andorra y Uruguay establecieron relaciones diplomáticas el 27 de noviembre del 1996; después de que Andorra adoptara un nuevo constitución estableciendo el país como una democracia parlamentaria.
En noviembre de 2006, el presidente andorrano, Albert Pintat, realizó una visita al Uruguay para asistir a la XVI Cumbre Iberoamericana en Montevideo. Mientras estaba en Uruguay, el presidente Pintat se reunió con el presidente uruguayo Tabaré Vázquez.

## Misiones diplomáticas
- Andorra no tiene una acreditación para Uruguay.
- Uruguay está acreditado para Andorra a través de su embajada en Madrid, España.